# Mariatorget

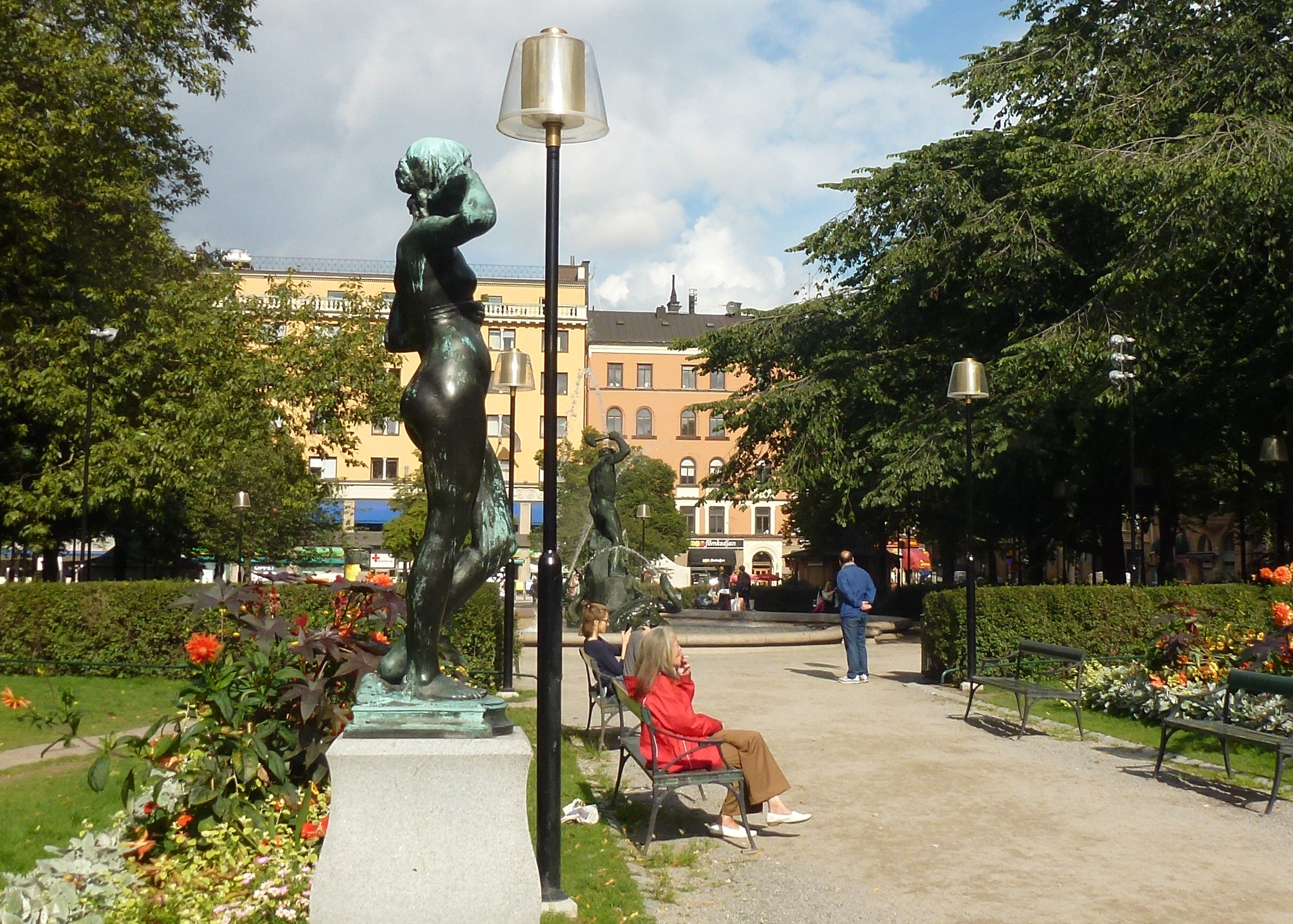
Mariatorget

Mariatorget è una piazza e di un parco cittadino situati nei pressi di Södermalm, quartiere di Stoccolma.
La piazza fu terminata intorno all'anno 1760, verso la fine del decennio. Il suo nome originario era Adolf Fredriks torg (in onore del re Adolfo Federico di Svezia, che regnò nel periodo 1751-1771), ma fu rinominata Mariatorget nel 1959 per non confonderla con la chiesa Adolf Fredrikskyrkan, situata nella zona di Norrmalm.
 Il nome odierno è tratto dalla chiesa Maria Magdalena kyrka, localizzata nei pressi della piazza. Presso l'altro lato è presente un'altra chiesa, quella metodista di S.t Paulskyrkan.
L'area è compresa fra le strade Hornsgatan (a nord) e St. Paulsgatan (a sud). Al centro del parco e della piazza si trova una scultura di Anders Henrik, la quale celebra la battaglia del dio nordico Thor contro la serpe Miðgarðsormr ed un busto raffigurante lo scienziato e filosofo Emanuel Swedenborg.
Nei dintorni di Mariatorget sono presenti un buon numero di bar e café (il bar "Rival" per esempio è parzialmente gestito da Benny Andersson, membro degli ABBA).

## Galleria d'immagini

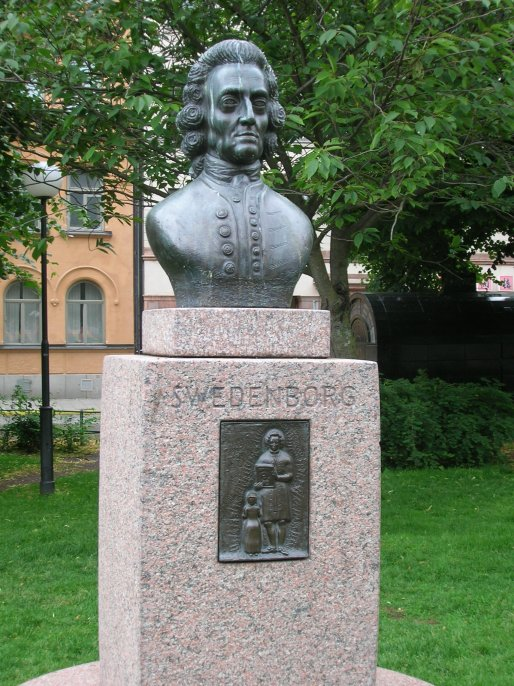
Il busto raffigurante Swedenborg
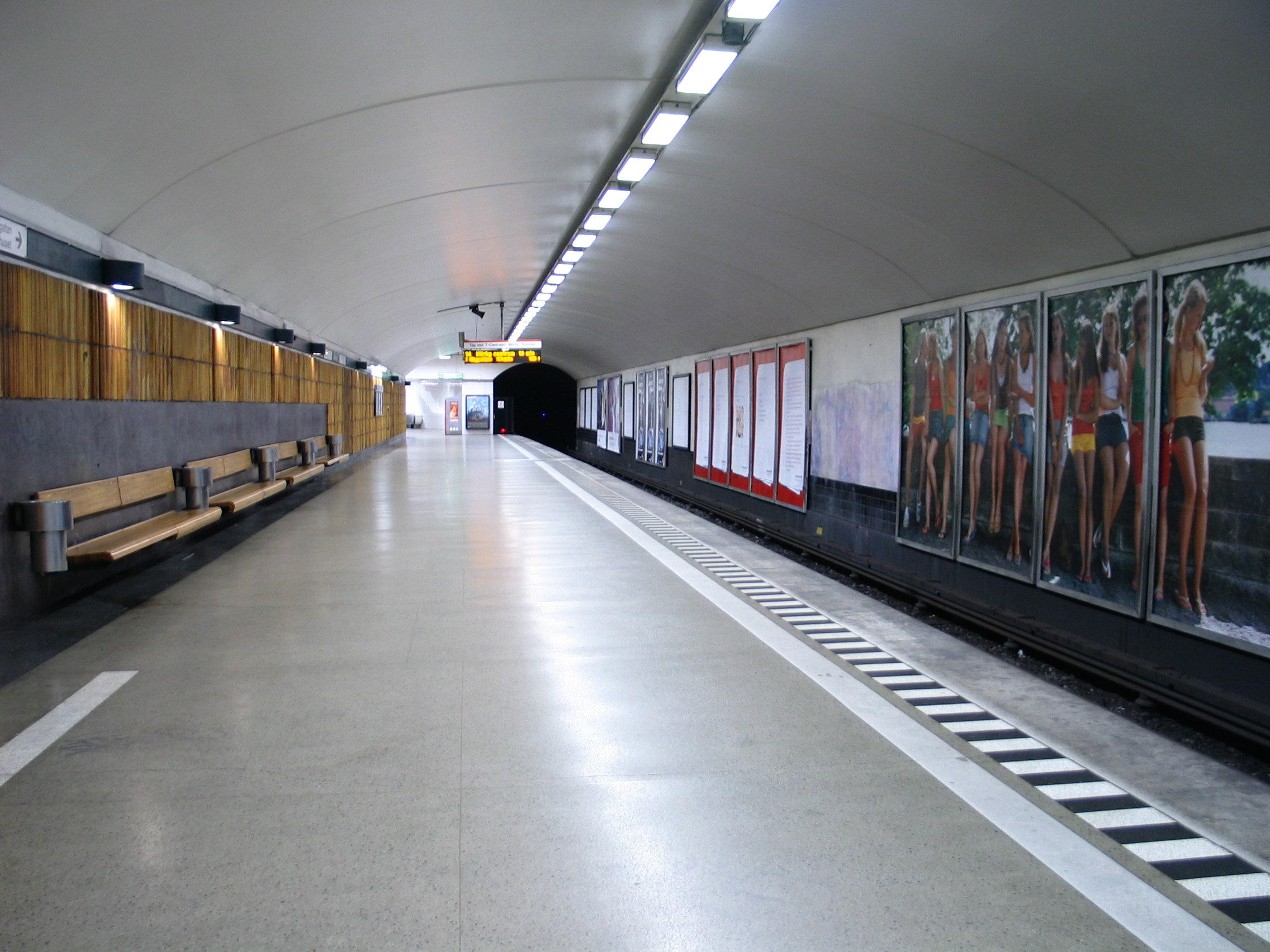
Stazione Mariatorget della metropolitana
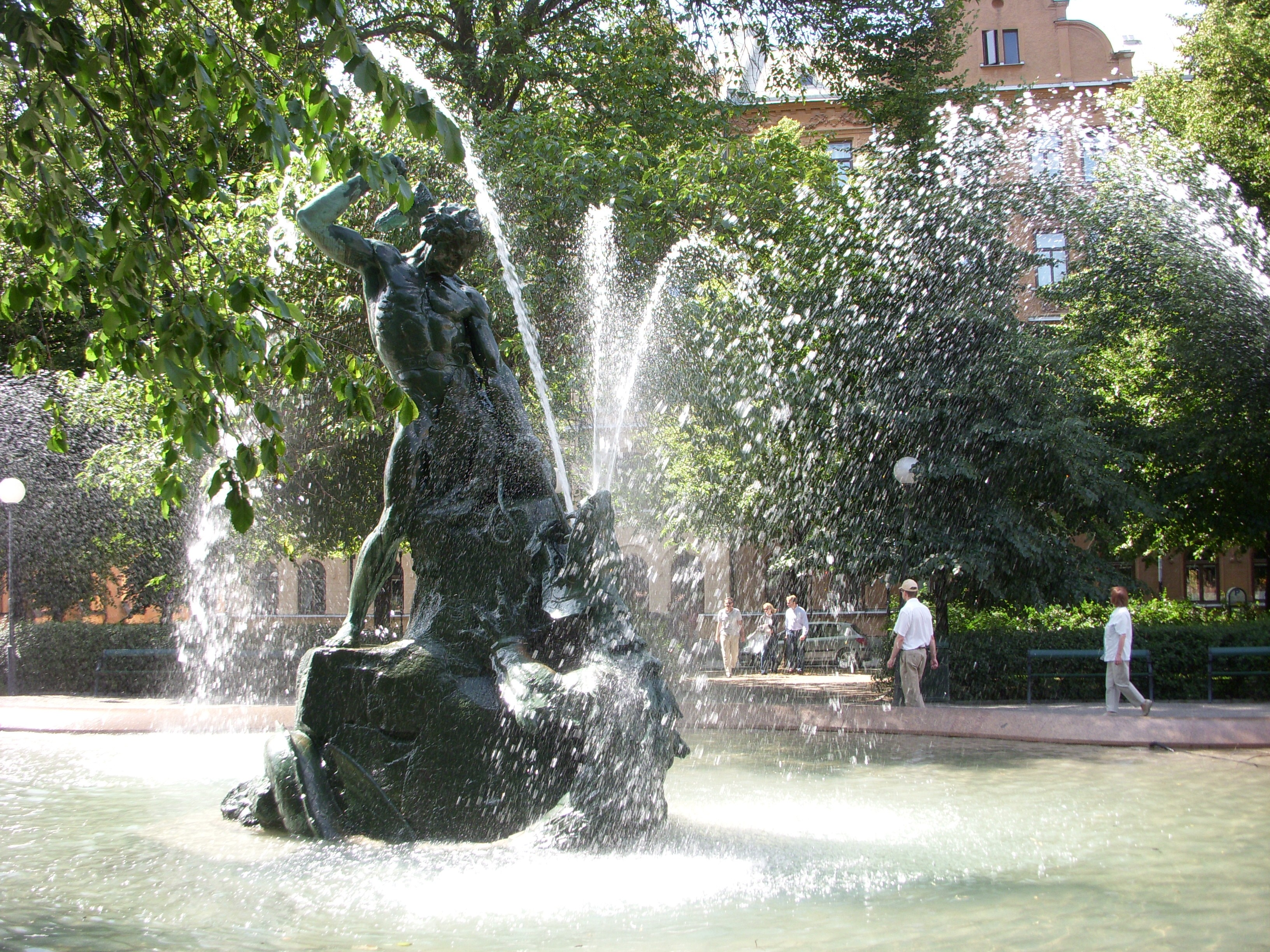
Scorcio dell'omonimo parco
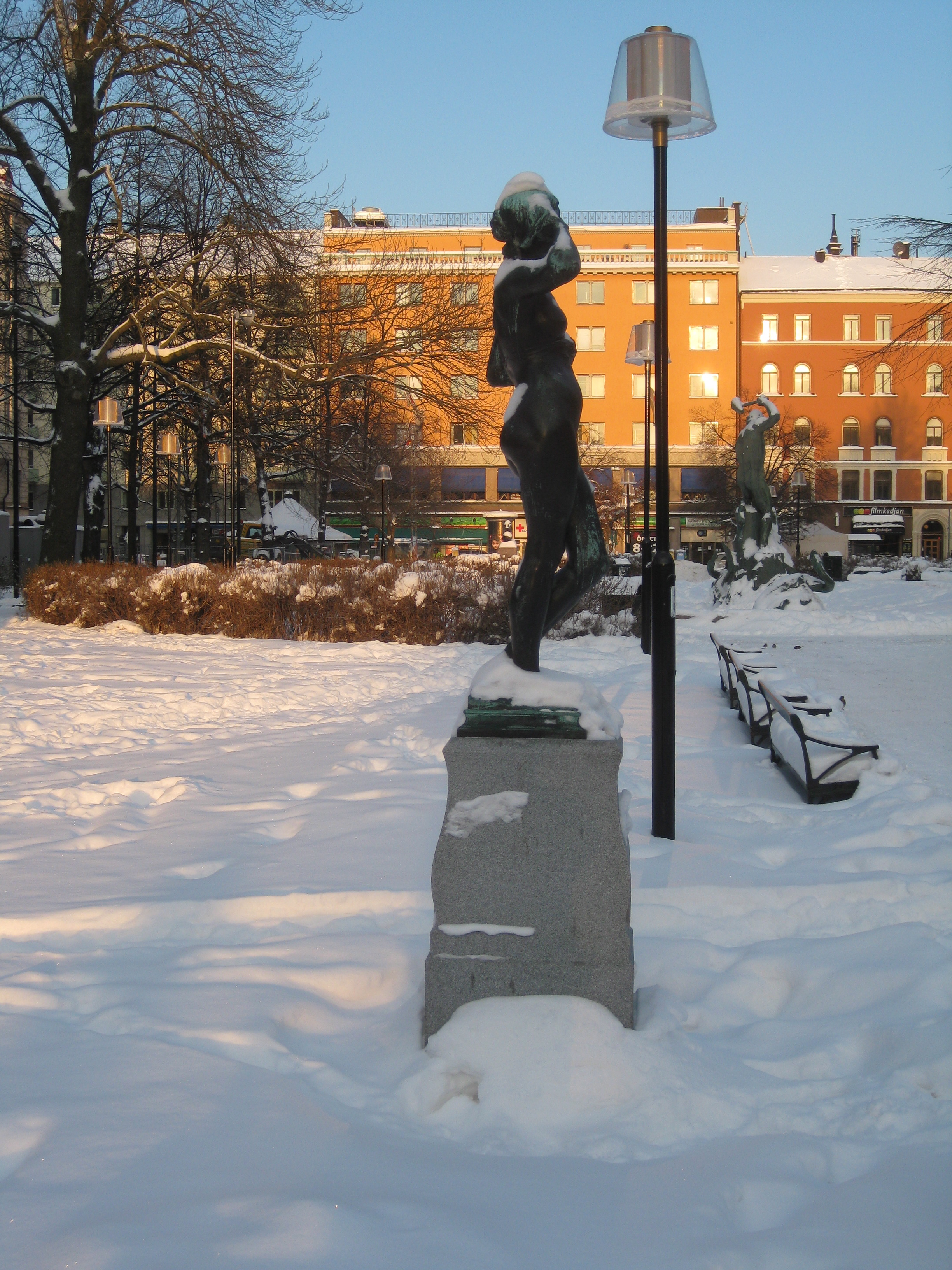
La piazza innevata